# Природный резервуар углеводородов
Природный резервуар углеводородов — состоящее из коллектора породное тело, частично или со всех сторон ограниченное относительно непроницаемыми породами, выступающее как естественное вместилище для нефти, газа и воды

. Термин предложен советским геологом-нефтяником И. О. Бродом. По соотношению коллектора с ограничивающими его непроницаемыми породами выделяются три основных типа резервуаров углеводородов: пластовые, массивные и литологически ограниченные со всех сторон.
Подавляющее большинство залежей гигантов мира связано с массивными резервуарами, нефте- или газонасыщенная часть которых составляет десятки и сотни метров. Так, гигантская залежь месторождения Самотлор имеет высоту 147 м. Основные залежи гигантских и крупнейших месторождений севера Западной Сибири (Уренгоя, Ямбурга, Заполярного, Бованенковского) превышают 300 м. Пластов такой мощности не бывает.
Часть природного резервуара, в котором могут экранироваться углеводороды и может образовываться их скопление, называется ловушкой.